# 生越三郎

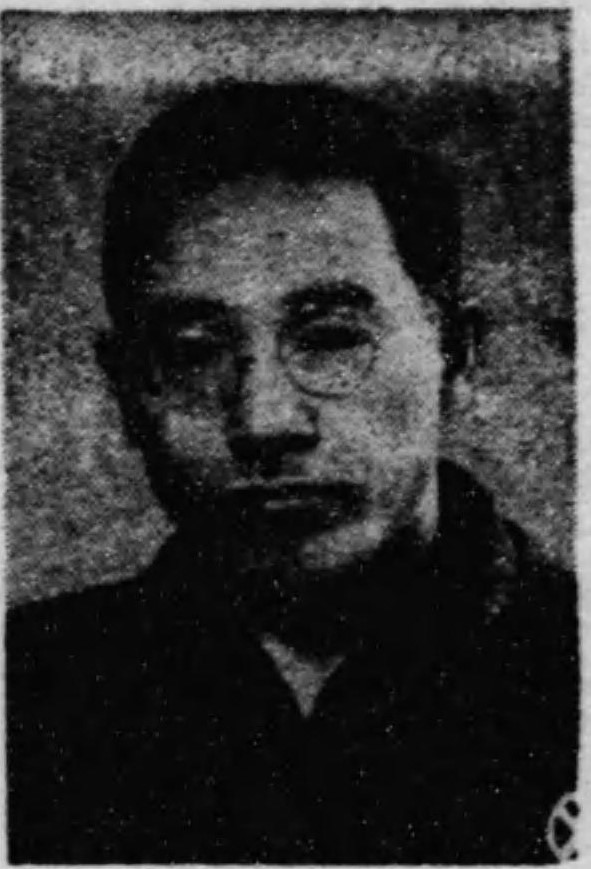
生越三郎

生越 三郎（おごし さぶろう、1897年（明治30年）4月1日 - 1969年（昭和44年）12月2日）は、大正から昭和期の技術者、実業家、政治家。衆議院議員（1期）。

## 経歴
島根県那賀郡、現在の浜田市で生まれる。1919年（大正8年）大阪工業専門学校機械科を卒業。
三菱造船に技師として入社した。1935年（昭和10年）に日本機械車両工業を設立し社長に就任。その他、東京大同商会代表社員、日本電気漂白専務取締役、三星工業取締役社長、日本化機工業取締役などを務めた。
1940年（昭和15年）財団法人石見工業専修学校を設立し理事長に就任。同校は石見工業学校、益田商工高等学校を経て益田工業高等学校（現益田東高等学校）となり各理事長を務めた。
1946年（昭和21年）4月の第22回衆議院議員総選挙で島根県全県区から日本進歩党公認で出馬して落選。1947年（昭和22年）4月、第23回総選挙に島根県全県区から民主党公認で出馬して当選し、衆議院議員に1期在任した。この間、衆議院外務委員長、民主党幹事、民主自由党総務などを務めた。その後、1949年（昭和24年）1月の第24回総選挙に立候補したが落選した。
長年、益田高校理事長として教育に携わり施設拡充や青少年の育成に努めたことで1963年（昭和38年）、藍綬褒章受章。
1967年（昭和42年）秋の叙勲で勲四等旭日小綬章受章。
1969年（昭和44年）12月2日死去、72歳。死没日をもって従五位に叙される。